# 日本精神科病院協会
公益社団法人日本精神科病院協会（にほんせいしんかびょういんきょうかい）は、東京都港区に本部を置く公益社団法人。略称は日精協。
なお政治団体としては日本精神科病院協会政治連盟がある。
現在、日本病院会・日本医療法人協会・全日本病院協会を含め四団体で「四病院団体協議会（通称：四病協）」を組織する。また、「日本病院団体協議会（通称：日病協）」にも加入している。

## 沿革
1949年、「日本精神病院協会」創立、初代理事長植松七九郎。1954年、社団法人登記。2001年（平成13年）に現在の「日本精神科病院協会」と改称。厚生労働省社会・援護局障害保健福祉部所管の特例民法法人、担当課は精神障害保健課であったが、2012年4月、公益社団法人認可。

## 主な活動
- RENEGADE KID開発、インターチャネル・ホロン販売のニンテンドーDS専用ゲームDEMENTIUM 閉鎖病棟の公式ウェブサイトの閉鎖と、販売差し止めを求める抗議文を販売元へ送付する。

## 不祥事
- 2018年5月の同会機関紙「協会雑誌」において、群馬県高崎市[4]にある病院の朝礼における「米国では警備員が拘束や発砲の手段を取る」などの事例を挙げ「精神科医に拳銃を持たせるべき」とする医師の発言を引用し、同病院の理事を務め、同協会会長の山崎學が「興味深い内容である」と一文を加える文章を掲載した。6月21日、この発言を受け精神科医療の身体拘束を考える会などの患者団体が抗議集会を開き、質問書を提出。公開意見交換会の実施を求めた。同会代表の長谷川利夫は「責任ある言動とは思えない」、患者や支援者は「患者を危険な存在と決めつけている」と批判した。機関紙の編集責任者は「何らかの対処方法を検討したいのが文章の趣旨であり、決して患者への暴力を正当化するものではない。不快に感じた人がいたのであれば、今後は引用でも十分に気をつける。」と述べ、山崎も同等の考えであるとした。機関紙は協会ホームページにも掲載されていたが、削除した。事務局はこの削除について「レイアウト変更のためで、批判とは関係ない」とした[5][6][4]。